# 全景 -Panorama-
《パノラマ-Panorama-》是水樹奈奈的第9張單曲CD。
由KING RECORDS於2004年4月7日發售。

## 收錄曲
1. パノラマ -Panorama- 
  - 作詞：水樹奈奈／作曲：本間昭光／編曲：本間昭光、大平勉
  - PS2遊戲《双面情缘》片頭曲
  - 單曲CD題目，首次由水樹奈奈填詞。自2007年8月發售《MASSIVE WONDERS》起，第18張單曲《Trickster》和第19張單曲《深愛》中和題目相同名的歌曲，都是由水樹奈奈填詞。
2. cherish
  - 作詞、作曲、編曲：矢吹俊郎
3. Heartbeat 
  - 作詞：水樹奈奈／作曲：飯田高廣／編曲：飯田高廣、大平勉
4. パノラマ -Panorama-（Off Vocal Version）
5. cherish （Off Vocal Version）
6. Heartbeat （Off Vocal Version）

## 相關連結
（日語） パノラマ-Panorama- （水樹奈奈官方網站上的資料）